# Мирко Нишовић
Мирко Нишовић (Земун, 2. јул 1961) бивши је познати српски кануист.

## Спортска каријера
Још од раног детињства је почео да се бави кануистиком. Нишовић је преко двадесет година тренирао и био у светском врху кајакашког и кануистичког спорта. Заједно са Матијом Љубеком постигао је своје најзначајније успехе. Првак Југославије био је чак 30 пута, а шампион Балкана осам пута. Најзначајније медаље које је освојио су злато на Олимпијским играма у Лос Анђелесу 1984. године у дисциплини Ц-2 на 500 метара (Љубек - Нишовић). Сребрну медаљу је освојио на Олимпијским играма у Лос Анђелесу у дисциплини Ц-2 на 1000 метара (Љубек - Нишовић). Има злато са Медитеранских игара у Сплиту 1979. године.
Нишовић је са Љубеком у пару освојио златну медаљу на Првенству света у Београду 1982. у дисциплини Ц-2 на 500 метара, бронзану медаљу на Првенству света у Београду 1982. у дисциплини Ц-2 на 1.000 метара, златну медаљу на Првенству света у Мехелену 1985. у дисциплини Ц-2 на 10.000 метара, као и сребрну медаљу исто у Мехелену 1985. у дисциплини Ц-2 на 1000 метара. До краја каријере имао је још неколико четвртих места, али није успео да дође до још неке медаље.
Након завршетка каријере, обавља функцију председника Кајакашког савеза Србије.

## Спортски успеси

### Олимпијске игре
- Москва 1980.
  - 4 место Ц-2 1000 м са Љубеком
- Лос Анђелес 1984.
  - злато Ц-2 500 м са Љубеком
  - злато Ц-2 1.000 м са Љубеком

### Светска првенства
- 1982 — Светско првенство у Београду
  - злато Ц-2 500 м са Љубеком
  - сребро Ц-2 1.000 м са Љубеком
- 1983 — Светско првенство у Тампереу
  - злато Ц-1 500 м
  - бронза Ц-2 1.000 м са Љубеком
- 1985 — Светско првенству у Мехелену
  - злато Ц-2 10.000 м са Љубеком
  - бронза Ц-2 1.000 м са Љубеком
- 1986 — Светско првенство у Монтреалу
  - 4 место Ц-2 10.000 м са Љубеком

### Медитеранске игре
- 1979 — Медитеранске игре у Сплиту
  - злато Ц-2 500 м са Љубеком